# Pahtajärvi (Junosuando socken, Norrbotten)
Pahtajärvi är en sjö i Pajala kommun i Norrbotten och ingår i Torneälvens huvudavrinningsområde.